# Ammodytes hexapterus
Ammodytes hexapterus là một loài cá thuộc họ Ammodytidae trong bộ Perciformes.
Con đực trưởng thành có chiều dài 30 cm.
Loài này phân bố ở Thái Bình Dương (tại Alaska cho đến Biển Nhật Bản và miền nam California) và Đại Tây Dương Tây (từ phía bắc của Quebec đến North Carolina). 